# 水越眞子
水越眞子（みずこし まこ）は、CIRCUSから発売されたアダルトゲーム『D.C. 〜ダ・カーポ〜』およびその派生作品に登場する架空の人物。

## 概要
風見学園付属の3年1組に属している。誕生日は2月14日。身長は154cm。3サイズは80/55/85。血液型はO型。音夢の親友であり純一のクラスメート。水越萌の妹。さばさばした快活な性格の持ち主で男女ともに友人が多い。朝倉純一や杉並に対して敬語を使う女性キャラクターが多い中、数少ないタメ口で話す女性（他は芳乃さくら、工藤叶、霧羽香澄、白河暦の4人のみ）。純一とは憎まれ口をたたき合う仲で気兼ねなくつきあえる存在だが、眞子自身は純一に対し淡い恋愛感情を抱いている。姉と同じく鍋が好きであり、姉とともに校舎の屋上で毎日鍋を食べている。音楽部所属で、かなりの腕のフルート奏者。幼少時に両親から贈られたフルートをとても大切にしている。普段は勝ち気だが、実はホラー映画などのオカルト系の話題が大の苦手。辛いものも苦手。女子から毎年バレンタインデーに大量のチョコレートをもらってはホワイトデーにお返ししている。また腕っ節もかなりのもので、何度か純一や杉並に鉄拳を浴びせこのことから純一に「炎の拳を持つ男」「XY染色体を持つ女」などと言われている。自分の靴下を臭いと思っている節がある。短髪だが、コミック「D.C.S.G.」では少しだけ髪を伸ばしている。

### 家族構成
姉である水越萌は妹と全く逆の性格をしている。実家は初音島最大規模の病院、水越総合病院を経営しているお嬢様である。またゲーム、アニメ共に水越智也と言う弟がいるが、それぞれ学年が違う。

## ゲームにおける水越眞子

### D.C.
ある日、下級生の女子からの告白をかわすため、純一に偽装恋人となって欲しいと頼み込む。なお、眞子は無印「D.C.」のヒロイン中、唯一魔法がシナリオに絡んでこない。制作開始当初は、姉の萌に附属するサブキャラクターであり、攻略対象となるヒロインではなかった。作品の宣伝が行われる中で、眞子自身もヒロインとして期待されていることが判明したため、別にシナリオが制作された。

### D.C.W.S /S.V /F.S./A.S.
D.C.と同じ年のクリスマスを描いた『D.C. White Season 〜ダ・カーポ ホワイトシーズン〜』、翌年の夏を描いた『D.C. Summer Vacation 〜ダ・カーポ サマーバケーション〜』、それらのコンシューマ版リメイク『D.C. Four Seasons 〜ダ・カーポ〜 フォーシーズンズ』およびD.C.F.S.のPC移植版『D.C. After Seasons 〜ダ・カーポ〜 アフターシーズンズ』では本校へ進学している。
D.C.W.S.では純一と眞子はなんだかんだ言ってもうまく付き合っていると思われた。しかしある日、いつも通り眞子を誘ってみるとやんわりと断られ、どこかよそよそしい態度をとり始める。冬の寒空の下、屋上で事情を聞いて見ると、眞子から突然、コンサートが近いフルートの練習のために距離を置くことを求められる。眞子の想いを受け入れ、一時付き合うことを止めた純一。ところがある夜、突然眞子が家に訪ねてきて、二人は以前のような夜を過ごす。しかし、翌日眞子は家になど行っていないと言い…
D.C.S.Vの遊園地編ではサブキャラとして登場。D.C.F.S・D.C.A.Sの春編ではサブキャラとして、冬編ではヒロインとして登場する。

### D.C.II
名前のみの登場。シナリオ「D.C.」において義之、朝倉姉妹を誘って学園内で鍋を催したさくらが、ふと思い出すシーンがある。また、音楽室には眞子が入賞したと思われるフルートコンクールの賞が飾られている。

## アニメにおける水越眞子

### D.C.
第7話、第12話で主演。
第7話でいつもの様に屋上で鍋パーティーをしていたが、生きたままの鴨を鍋の具にせんとさばこうとした途端逃がしてしまい、純一が大慌てで捕まえたものの先生から大目玉を喰らうことになる。そのお詫びにと彼を屋敷でのディナーに誘い、水越姉妹がお嬢様であることが判明する。音楽部所属という設定はなくなっており、フルートを吹く場面はない。
純一にひそかに想いをよせている。後輩の女子生徒から交際を申し込まれ、その際に「恋人が居る」と言ってしまい、その恋人役を純一にお願いすることになる。純一の家に来て一緒に登校したり腕を組んで下校したり、日曜日には映画を観てデートするなどして「恋人ごっこ」をした。デート中には純一のことを想い顔を赤らめるシーンもあり、普段の快活な性格とは反対に女性らしい一面もみせている。
杉並には、ことあるごとに鉄拳を浴びせようとするが、全てかわされている。 
姉である萌の作る鍋料理が好きで、大絶賛している。

### D.C.S.S.
他の登場人物たちとともに「サポート部隊」として純一を助けている。1期には無かったフルートを吹く場面が存在する。1期と同じく、純一に対して好意をもっていると思わせるシーンが存在するが、ことり同様身を退く結果となった。

### D.C.if
美春たちと同じように、朝倉純一と白河ことりの仲を見守っている。 

## 担当声優
- 長崎みなみ（18禁版〈初代 - SV〉、Origin）
- 黒川百合（AS）
- 山田ゆな（ことり Love Ex P）
- 松岡由貴（『Origin』を除くコンシューマ版、アニメ版）
- 伊藤かな恵（T.P.さくら）
- 伊駒ゆりえ（Re:tune）